# Philipp Rieger (Ökonom)
Philipp Rieger (geboren 3. Jänner 1916 in Wien, Österreich-Ungarn; gestorben 20. September 2007 in Wien) war ein österreichischer Nationalökonom und Publizist.

## Leben
Der väterlicherseits aus assimilierter jüdischer Familie stammende Rieger besuchte in Wien das Gymnasium und begann ein juristisches Studium. Als Aktivist der ab 1934 illegalen sozialistischen Studentenbewegung wurde Rieger nach dem Anschluss zunächst im Konzentrationslager Dachau inhaftiert. Nach seiner Entlassung emigrierte er 1939 nach England. Er erlernte dort den Brotberuf des Instrumentenmachers, setzte aber auch nebenberuflich seine Studien er an der University of London und an der London School of Economics fort. 1949 erhielt er die britische Staatsangehörigkeit. Von 1952 bis 1957 war er als Education Officer bei der Pakistan High Commission tätig.
1957 kehrte Philipp Rieger auf einen Ruf von Eduard März mit seiner Familie nach Wien zurück und trat in die im Aufbau befindliche wirtschaftswissenschaftliche Abteilung der Kammer für Arbeiter und Angestellte Wien ein. 1960 promovierte er an der Universität Wien zum Dr. rer. pol. 1963 wurde er als erster Geschäftsführer von Arbeitnehmerseite im neu geschaffenen Beirat für Wirtschafts- und Sozialfragen der Paritätischen Kommission nominiert. 1965 wurde Philipp Rieger Mitglied des Direktoriums der Österreichischen Nationalbank, dem er bis zu seiner Pensionierung 1982 angehörte. Danach war er als Konsulent der Creditanstalt-Bankverein sowie im Wiener Institut für Internationale Wirtschaftsvergleiche (WIIW) tätig. Rieger war auch Vorsitzender im Arbeitskreis Dr. Benedikt Kautsky. Er wurde am Neustifter Friedhof in Wien bestattet.